# Gerhardshofen

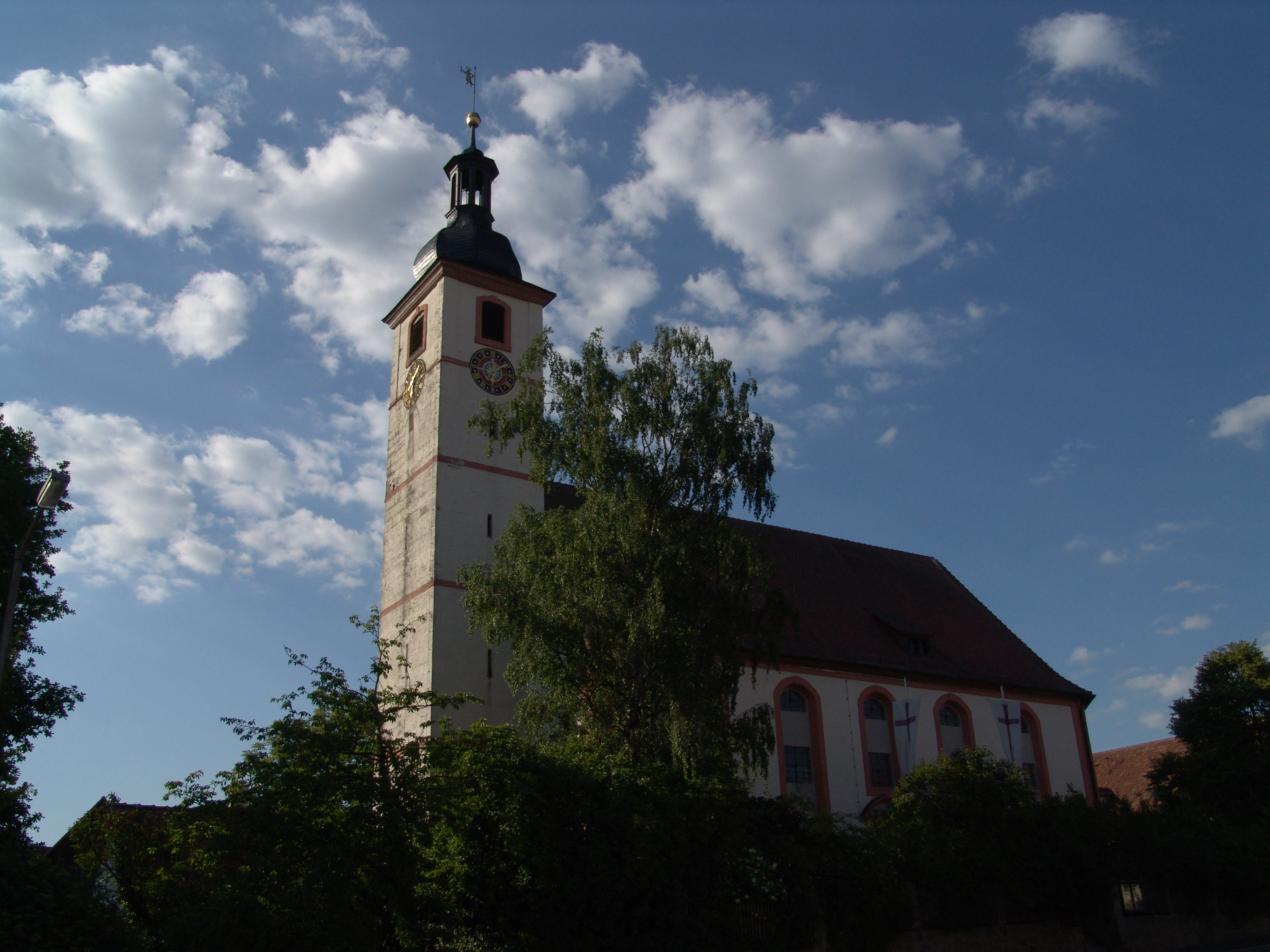
Kirche St. Peter und Paul

Gerhardshofen ist eine Gemeinde im Landkreis Neustadt an der Aisch-Bad Windsheim (Mittelfranken, Bayern).

## Geografie

### Geografische Lage
Die Gemeinde liegt im unteren Aischgrund.

### Nachbargemeinden
Nachbargemeinden sind (von Norden beginnend im Uhrzeigersinn): Dachsbach, Weisendorf, Oberreichenbach, Emskirchen, Diespeck und Gutenstetten.

### Gemeindegliederung
Die Gemeinde hat 14 Gemeindeteile (in Klammern ist der Siedlungstyp angegeben):
- Altenbuch (Weiler)
- Birnbaum (Dorf)
- Eckenhof (Einöde)
- Emelsdorf (Weiler)
- Forst (Kirchdorf)
- Gerhardshofen (Pfarrdorf)
- Göttelhöf (Dorf)
- Kästel (Kirchdorf)
- Kleehof (Einöde)
- Linden (Dorf)
- Rappoldshofen (Dorf)
- Sintmannsbuch (Einöde)
- Vahlenmühle (Einöde)
- Willmersbach (Dorf)

Aichen, Burgstall, Sengersberg und Wiesenmühle sind Wüstungen auf dem Gemeindegebiet von Gerhardshofen und Ziegelhütte gehört heute zum Gemeindeteil Willmersbach.
Es gibt auf dem Gemeindegebiet die Gemarkungen Birnbaum, Gerhardshofen, Göttelhöf, Kästel und Willmersbach. Die Gemarkung Gerhardshofen hat eine Fläche von 11,735 km². Sie ist in 1692 Flurstücke aufgeteilt, die eine durchschnittliche Fläche von 6935,37 m² haben. In ihr liegen neben dem namensgebenden Ort die Gemeindeteile Eckenhof, Forst, Kleehof, Rappoldshofen und Vahlenmühle.

## Geschichte
Der Ort entstand wohl während der fränkischen Besiedlung des 9. Jahrhunderts, als zur Waldrodung Forststationen eingerichtet wurden und ist somit eine karolingische Gründung. Während der Zeit der Stammesherzogtümer lag Gerhardshofen im Herzogtum Franken.
Im Jahre 1235 wurde der Ort als „Gerharteshouen“ erstmals urkundlich erwähnt. Der Ortsname enthält den Personennamen Gerhard, der als Gründer des Ortes angesehen werden kann. In zwei weiteren Urkunden wurde ein Heinrich Neze von Gerhardshofen des Nürnberger Burggrafen genannt.
Die Herren von Seckendorff erhielten vom Würzburger Bischof Andreas von Gundelfingen einen halben Zehnt im Ort. Im Jahr 1300 verkaufte Arnold von Seckendorff das Gefälle von der Schmiede in Gerhardshofen dem Kloster Heilsbronn. Derselbe ließ 1304 den Schmied Conrad Stahel sich freikaufen. 1317/22 hatten die Seckendorffer den Zehnten von drei Äckern und einer Wiese. Im burggräflichen Urbar von 1361/64 ist verzeichnet, dass das burggräfliche Amt Dachsbach die Fraisch über „Gerotshouen“ hatte. In der Folge gehörte das Amt Dachsbach zum Markgrafschaft Bayreuth. Im Salbuch von 1434 ist verzeichnet, dass der halbe Zehnt und der kleine Zehnt in Gerhardshofen dem Amt Dachsbach gehörten.
Im Ersten Markgrafenkrieg (1449–1450) raubten die Nürnberger 118 Kühe und 17 Ackerpferde aus Gerhardshofen und Dachsbach.
Im Jahre 1458 gab es in „Geraltzhoffen“ einen Gerichtssitz. Um 1500 waren neben den Markgrafen die Herren von Lüchau von Brunn, die Herren von Auracher von Birnbaum, die Reichsstadt Nürnberg und das Kloster Birkenfeld begütert. 1535 gehörten die bestehenden 53 Güter zum Rittergut Brunn, zu den markgräflichen Ämtern Dachsbach und Neustadt an der Aisch sowie den Klosterämtern Birkenfeld und Münchsteinach. Im Dreißigjährigen Krieg wurden fast alle Häuser zerstört, auch die Kirche brannte aus. Im Herbst 1631 wurde Gerhardshofen geplündert. 1697 gab es bereits wieder 44 Höfe, deren Zahl bis 1792 auf 57 anstieg. Dazu hatten die protestantische Glaubensvertriebenen aus Österreich beigetragen, die sich nach 1648 hier niederließen und in ihrer neuen Heimat maßgeblich zum Wiederaufbau beitrugen.

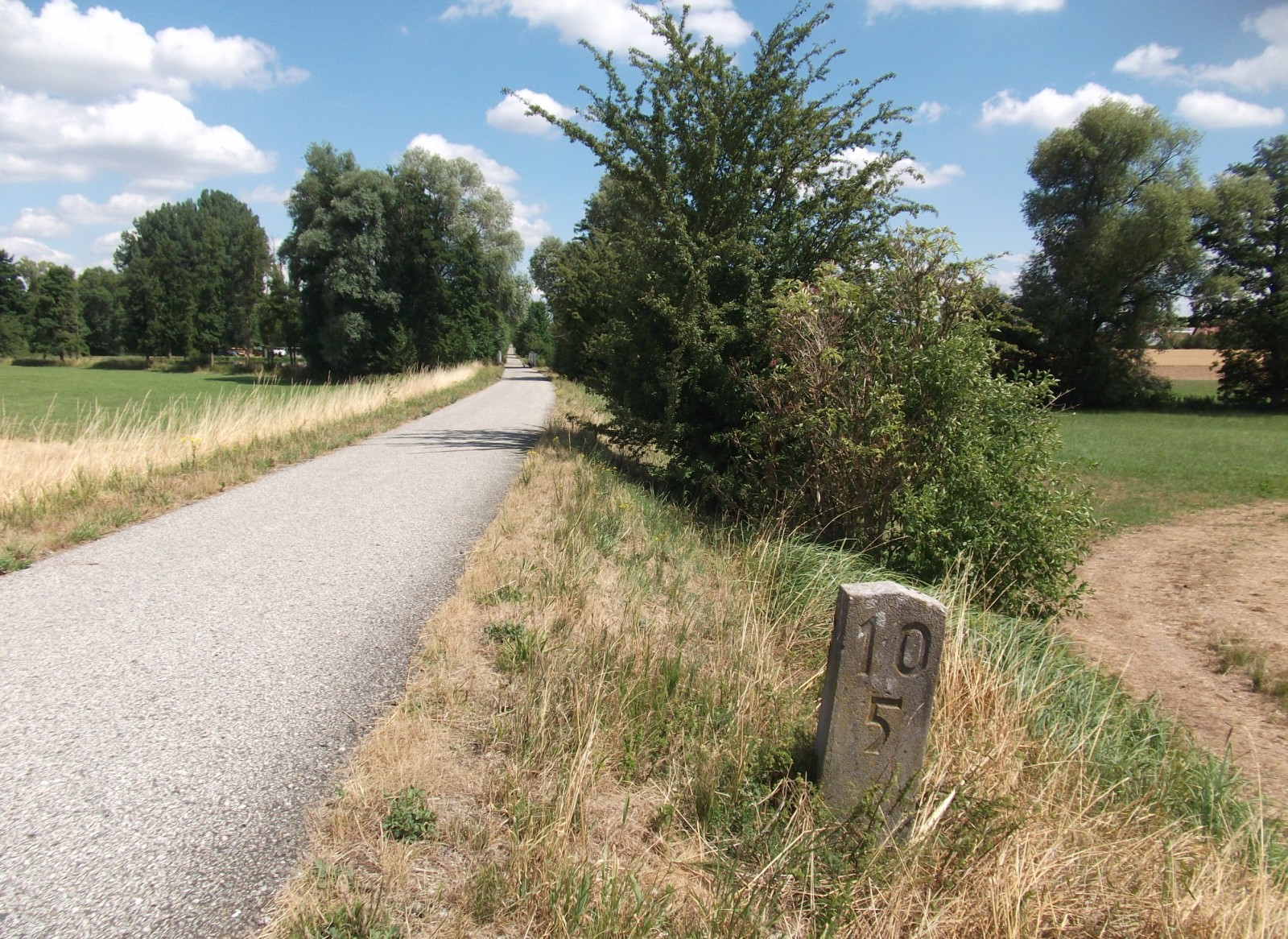
Ehemalige Trasse der Nebenbahn Demantsfürth-Neustadt an der Aisch in Gerhardshofen; heute ein Rad- und Wirtschaftsweg

Zwar gehörte der Ort zum Hochgericht Dachsbach, doch die Herrschaft Brunn übte dieses Recht auf ihren Gütern selbst aus.
Eine Kirche wurde wahrscheinlich bereits um 1450 zerstört, die Grundsteinlegung für einen Neubau erfolgte 1471, eingeweiht wurde der Neubau 1481. Im Dreißigjährigen Krieg wurde Gerhardshofen 1632 geplündert und gebrandschatzt. Die großen Bauschäden des Dreißigjährigen Krieges waren erst Ende des 17. Jahrhunderts wieder behoben. Fast einem Neubau gleich kam eine Renovierung 1795 im Stil des Markgräflichen Barocks. Heute stellt das Gotteshaus nach einer erneuten Renovierung ein Schmuckstück im Aischgrund dar.
Gegen Ende des 18. Jahrhunderts gab es in Gerhardshofen 57 Anwesen. Das Hochgericht übte teils das brandenburg-bayreuthische Kasten- und Jurisdiktionsamt Dachsbach aus, teils die Herrschaft Brunn. Die Dorf- und Gemeindeherrschaft hatte die Herrschaft Brunn inne. Grundherren waren das Fürstentum Bayreuth (31 Anwesen; Kasten- und Jurisdiktionsamt Dachsbach: 1 Brau- und Schenkstatt, 1 Schenkstatt, 5 Güter, 1 Sölde, 1 Schmiede, 1 Freihaus; Klosteramt Birkenfeld: 1 Wirtshaus, 1 Gütlein, 4 Halbgütlein, 1 Haus; Klosteramt Münchsteinach: 1 Hof, 3 Güter, 3 Sölden; Kastenamt Neustadt an der Aisch: 4 Tropfgütlein; Verwaltung Birnbaum: 2 Gütlein), die Pfarrei Gerhardshofen (5 Güter) und die Herrschaft Brunn (18 Häuser, 3 Handwerkerhäuser).
Von 1797 bis 1810 unterstand der Ort dem Justizamt Dachsbach und Kammeramt Neustadt. 1810 kam Gerhardshofen an das Königreich Bayern. Im Rahmen des Gemeindeedikts wurde Gerhardshofen 1811 dem Steuerdistrikt Dachsbach zugeordnet. Im Jahre 1813 entstand die Ruralgemeinde Gerhardshofen, zu der Forst und Vahlenmühle gehörten. Mit dem Zweiten Gemeindeedikt (1818) wurde Eckenhof von der Ruralgemeinde Pahres nach Gerhardshofen umgemeindet und Kleehof von der Ruralgemeinde Birnbaum. Die Ruralgemeinde Gerhardshofen war in Verwaltung und Gerichtsbarkeit dem Landgericht Neustadt an der Aisch zugeordnet und in der Finanzverwaltung dem Rentamt Neustadt an der Aisch (1919 in Finanzamt Neustadt an der Aisch umbenannt, seit 1972 Finanzamt Uffenheim). In der freiwilligen Gerichtsbarkeit unterstanden jedoch 21 Anwesen dem Patrimonialgericht Brunn. Ab 1862 gehörte Gerhardshofen zum Bezirksamt Neustadt an der Aisch (1939 in Landkreis Neustadt an der Aisch umbenannt). Die Gerichtsbarkeit blieb beim Landgericht Neustadt an der Aisch (1879 in Amtsgericht Neustadt an der Aisch umbenannt). Die Gemeinde hatte 1964 eine Gebietsfläche von 9,918 km².
Von 1904 bis 1976 war Gerhardshofen ein Haltepunkt an der Bahnstrecke Neustadt (Aisch)–Demantsfürth-Uehlfeld.
Exemplarisch für den Widerstand gegen das Erstarken der Ideologie der NSDAP im Raum Gerhardshofen/Dachsbach war der sozialdemokratische Lehrer Oechslein, der in Dachsbach eine öffentliche Versammlung des Republikanischen Reichsbundes organisiert hatte.

### Eingemeindungen
Im Zuge der Gebietsreform in Bayern wurden am 1. Juli 1971 die Gemeinden Birnbaum, Göttelhöf, Kästel und Willmersbach eingegliedert. Am 1. Januar 1972 kamen Gebietsteile der aufgelösten Gemeinde Reinhardshofen hinzu.

### Einwohnerentwicklung
Im Zeitraum von 1988 bis 2018 stieg die Einwohnerzahl von 1407 auf 2483 um 1076 Einwohner bzw. um 76,5 % – der zweithöchste prozentuale Zuwachs einer Gemeinde im Landkreis Neustadt an der Aisch-Bad Windsheim im genannten Zeitraum nach Hagenbüchach.
Gemeinde Gerhardshofen nach der Gebietsreform
| Jahr      | 1987 * | 2007   | 2009   | 2010   | 2011 * | 2012   | 2013   | 2014   | 2015   | 2016   | 2017   | 2018   |
| Einwohner | 1389   | 2055   | 2563   | 2539   | 2507   | 2497   | 2499   | 2516   | 2529   | 2508   | 2479   | 2483   |
| Häuser    | 404    |        |        |        |        |        |        | 765    | 772    | 772    | 781    |        |
| Quelle    | [ 23 ] | [ 24 ] | [ 24 ] | [ 24 ] | [ 24 ] | [ 24 ] | [ 24 ] | [ 24 ] | [ 24 ] | [ 24 ] | [ 24 ] | [ 24 ] |

Gemeinde Gerhardshofen vor der Gebietsreform
| Jahr      | 1818   | 1840   | 1852   | 1861   | 1867   | 1871   | 1875   | 1880   | 1885   | 1890   | 1895   | 1900   | 1905   | 1910   | 1919   | 1925   | 1933   | 1939   | 1946   | 1950   | 1961   | 1970   |
| Einwohner | 473    | 569    | 520    | 490    | 505    | 491    | 481    | 477    | 503    | 467    | 459    | 425    | 441    | 409    | 414    | 402    | 375    | 336    | 494    | 484    | 428    | 413    |
| Häuser    | 98     | 99     |        |        |        | 86     |        |        | 91     | 92     |        | 89     |        |        |        | 86     |        |        |        | 86     | 92     |        |
| Quelle    | [ 25 ] | [ 26 ] | [ 27 ] | [ 28 ] | [ 29 ] | [ 30 ] | [ 31 ] | [ 32 ] | [ 33 ] | [ 34 ] | [ 27 ] | [ 35 ] | [ 27 ] | [ 36 ] | [ 27 ] | [ 37 ] | [ 27 ] | [ 27 ] | [ 27 ] | [ 38 ] | [ 19 ] | [ 39 ] |

Ort Gerhardshofen
| Jahr      | 001818 | 001840 | 001861 | 001871 | 001885 | 001900 | 001925 | 001950 | 001961 | 001970 | 001987 | 002016 | 002020 |
| Einwohner | 342    | 417    | 379    | 355    | 365    | 318    | 291    | 343    | 328    | 313    | 416    | 1169   | 1201   |
| Häuser    | 69     | 73     |        |        | 69     | 68     | 67     | 66     | 73     |        | 134    |        |        |
| Quelle    | [ 25 ] | [ 26 ] | [ 28 ] | [ 30 ] | [ 33 ] | [ 35 ] | [ 37 ] | [ 38 ] | [ 19 ] | [ 39 ] | [ 23 ] | [ 40 ] | [ 41 ] |

## Politik
Die Gemeinde ist Mitglied der Verwaltungsgemeinschaft Uehlfeld.

### Gemeinderat
Die Kommunalwahl 2020 führte zu folgender Sitzverteilung im Gemeinderat:
Sitzverteilung der Parteien
| Jahr | Wahlbeteiligung | CSU | Freie Wähler | Wahrheit und Gerechtigkeit | Aktiv in die Zukunft | Altes bewahren-Zukunft gestalten | Mitbestimmen-Mitgestalten | Bürgerliste | Jungwähler | Bürgerforum |
| ---- | --------------- | --- | ------------ | -------------------------- | -------------------- | -------------------------------- | ------------------------- | ----------- | ---------- | ----------- |
| 2008 |                 | 4   | -            | 3                          | 2                    | 1                                | 1                         | 2           | 1          | -           |
| 2014 | 66,13 %         | 3   | -            | 2                          | 2                    | 1                                | 1                         | 2           | 1          | 1           |
| 2020 | 64,96 %         | 5   | 3            | 2                          | 2                    | 1                                | 1                         | -           | -          | -           |

### Bürgermeister
Erster Bürgermeister ist Jürgen Mönius. Er wurde am 15. März 2020 mit 61,7 % der Stimmen gewählt.

### Wappen
| Wappen von Gerhardshofen | Blasonierung: „Geteilt von Rot und Silber, oben ein wachsender silberner Löwe, unten schräg gekreuzt ein schwarzer Schlüssel und ein gestürztes schwarzes Schwert.“ |
| Wappen von Gerhardshofen | Wappenbegründung: Der Löwenrumpf entstammt dem Wappen der ausgestorbenen Bleymann von Laufenberg, die sich im 17. Jahrhundert um die Orte Birnbaum und Gerhardshofen sowie um die Kirche selbst verdient machten. Die Rot-Silber-Tingierung bezieht sich auf ältere Besitzverhältnisse des Hochstifts Würzburg, das im 14. Jahrhundert Güter und Zehnten in den genannten Orten besaß. Schwert und Schlüssel als Attribute von St. Peter und Paul weisen auf die evangelische Kirche gleichen Namens in Gerhardshofen hin, die als örtliches Wahrzeichen anzusehen ist. Die Farben Silber und Schwarz deuten auf die Wappenfarbe der zollerischen Markgrafen Ansbach-Bayreuth hin, die Landesherren für das heutige Gemeindegebiet waren. Dieses Wappen wird seit 1976 geführt. |

Eine Gemeindeflagge gibt es nicht.

## Kultur und Sehenswürdigkeiten

### Musik
- Männergesangverein Eintracht Gerhardshofen
- Jugendband Evangelica
- Jugendband Hangman

### Regelmäßige Veranstaltungen
- Kirchweih in Gerhardshofen jeweils am vorletzten Sonntag im August
- Alle zwei Jahre findet das Dorffest statt.
- Seit 2017 findet am Pfingstwochenende das Weinfest  der Freiwilligen Feuerwehr statt.

## Verkehr
Die Bundesstraße 470 verläuft nach Diespeck (6,5 km südwestlich) bzw. nach Dachsbach (1,4 km nordöstlich). Die Staatsstraße 2259 verläuft nach Birnbaum (2 km östlich). Gemeindeverbindungsstraßen führen nach Eckenhof (0,8 km westlich) und nach Willmersbach (2,5 km südöstlich).
Die Gemeinde gehört zum Tarifgebiet des VGN.